# I lifvets vår (film)
I lifvets vår är en svensk dramafilm från 1912 i regi av Paul Garbagni. I huvudrollerna ses Victor Sjöström, Anna Norrie, Georg af Klercker och Selma Wiklund af Klercker.

## Om filmen
Filmen premiärvisades 16 december 1912 på biograf Victoria i Malmö. Filmen spelades in vid Svenska Biografteaterns ateljé på Lidingö med exteriörer från Stockholm med omnejd av Willi Neumaier. Som förlaga har man August Blanches roman Första älskarinnan som utgavs 1848. 

## Rollista i urval
- Victor Sjöström – Cyril Alm
- Anna Norrie – Hans mor
- Georg af Klercker – von Seydling, kommerseråd
- Selma Wiklund af Klercker – Gerda, hans dotter
- Mauritz Stiller – von Plein, löjtnant
- Astrid Engelbrecht – Sara Andersson, änka, Gerdas fostermor
- Victor Arfvidson – Brooms, ljusskygg individ
- Erland Colliander – man hos von Seydling
- Martha Josefson – Gerdas uppasserska